# Annie Vernay
Annie Vernay, all'anagrafe Annie Martine Jacqueline Vermeersch (Ginevra, 21 novembre 1921 – Buenos Aires, 15 agosto 1941) è stata un'attrice francese.

## Biografia

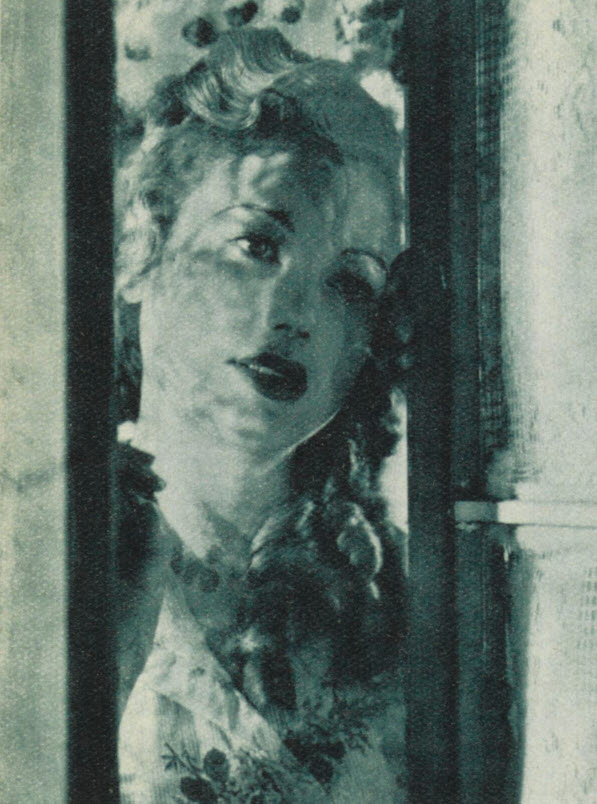
Annie Vernay (1939)

Dopo aver vinto un concorso di bellezza (Miss Séduction 37), diventa una star del cinema francese prima della sua morte improvvisa per tifo all'età di diciannove anni. Apparsa in sette film francesi nella fine degli anni '30, tra cui in Le Roman de Werther diretto dal regista tedesco Max Ophüls nel 1938.

## Filmografia

### Cinema
- Nina Petrowna (Le mensonge de Nina Petrovna), regia di Viktor Turžanskij (1937)
- La principessa Tarakanova, regia di Fëdor Aleksandrovič Ocep e Mario Soldati (1938)
- Le Roman de Werther, regia di Max Ophüls (1938)
- Les Otages, regia di Raymond Bernard (1939)
- Chantons quand même, regia di Pierre Caron (1940)
- Le Collier de chanvre, regia di Léon Mathot (1940)
- Dédé la musique, regia di André Berthomieu (1941)